# Barão de Cotegipe
Barão de Cotegipe là một đô thị thuộc bang Rio Grande do Sul, Brasil. Đô thị này có diện tích 259,907 km², dân số năm 2007 là 6519 người, mật độ 25,08 người/km².